# آتش درون (فیلم)
آتش درون (انگلیسی: The Fire Inside) یک فیلم زندگی‌نامه‌ای ورزشی آمریکایی محصول ۲۰۲۴ به کارگردانی ریچل موریسون در نخستین تجربهٔ کارگردانی خود است. رایان دستنی نقش اصلی را بازی می‌کند و برایان تایری هنری در کنارش حضور دارد. این فیلم در مورد بوکسور حرفه‌ای آمریکایی کلارسا شیلدز است که برای بازی‌های المپیک تابستانی ۲۰۱۲ تمرین می‌کند.
آتش درون اولین بار در بخش ارائه‌های ویژه جشنواره بین‌المللی فیلم تورنتو در تاریخ ۷ سپتامبر ۲۰۲۴ به نمایش درآمد و در ۲۵ دسامبر ۲۰۲۴ توسط آمازون ام‌جی‌ام استودیوز در ایالات متحده اکران شد. منتقدان نقدهای مثبتی به این فیلم دادند.

## داستان
کلارسا «تی‌رکس» شیلدز در بازی‌های المپیک تابستانی ۲۰۱۲ برای بوکس تمرین می‌کند.

## فیلمبرداری
فیلم‌برداری اصلی از ۱۱ مارس ۲۰۲۰ آغاز شد، اما در ۱۳ مارس به دلیل دنیاگیری کووید-۱۹ تولید متوقف شد.